# Sankagiri
Sankagiri o Sankari es una ciudad y nagar Panchayat situada en el distrito de Salem en el estado de Tamil Nadu (India). Su población es de 29467 habitantes (2011). Se encuentra a 42 km de Salem y a 23 km de Erode.   Está en la carretera nacional 47.

## Demografía
Según el censo de 2011 la población de Sankari era de 29467 habitantes, de los cuales 14912 eran hombres y 14555 eran mujeres. Sankari tiene una tasa media de alfabetización del 82,19%, superior a la media estatal del 80,09%: la alfabetización masculina es del 88,45%, y la alfabetización femenina del 75,82%.

## Historia

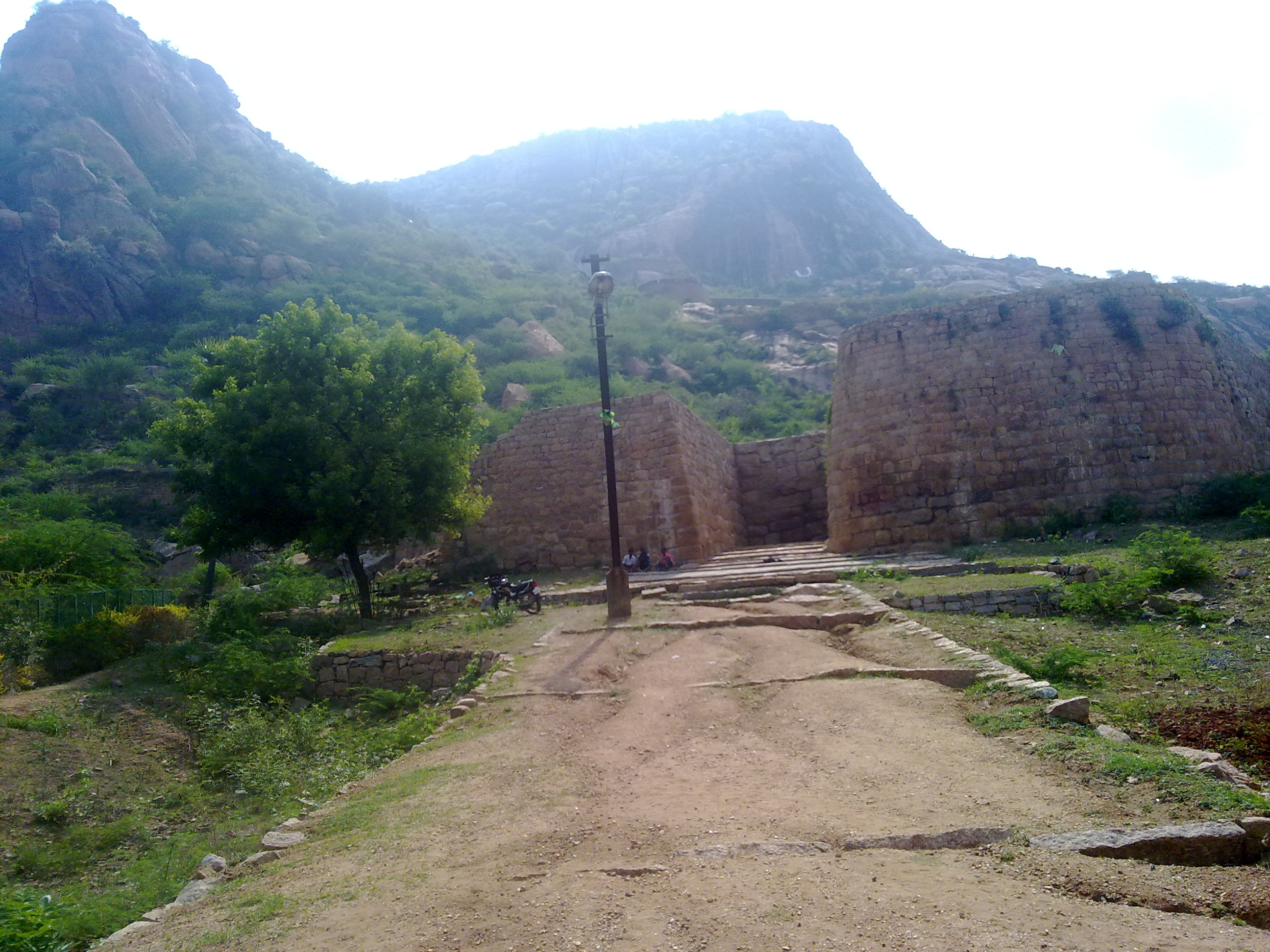
Entrada al Fuerte Sankagiri

El Fuerte Sankagiri es un fuerte histórico. Es mantenido por el Estudio Arqueológico de la India. El Fuerte Sankagiri fue construido en el siglo XV. Fue construido por el imperio Vijayanagar. Tiene 14 muros de fortaleza construidos sobre y alrededor de una colina. La última fase de estas murallas fue construida por los británicos.